# فيلي واتسون
فيلي واتسون (بالإنجليزية: Willie Watson)‏ (4 ديسمبر 1949 في المملكة المتحدة - ) هو لاعب كرة قدم أمريكي في مركز الدفاع. لعب مع مانشستر يونايتد ونادي دندي ونادي ماذرويل وميامي طوروز ‏ وفينكس إنفيرنو ‏.

## وصلات خارجية
- فيلي واتسون على موقع قاعدة بيانات كرة القدم.إي يو (الإنجليزية)